# Pośrednie Baranie Wrótka
Pośrednie Baranie Wrótka (słow. Prostredné baranie vrátka) – przełęcz w słowackiej części Tatr Wysokich, położona w ich grani głównej. Znajduje się w długiej północno-zachodniej grani Baranich Rogów i oddziela od siebie Baranie Czuby na południowym zachodzie i Baraniego Kopiniaczka na północnym wschodzie.
Przełęcz jest wyłączona z ruchu turystycznego. Północne stoki opadają z niej do Śnieżnego Bańdziocha – górnego piętra Doliny Czarnej Jaworowej, południowe natomiast zbiegają do Baranich Pól w Dolinie Pięciu Stawów Spiskich. Przez Baranie Pola i rynną opadającą z siodła prowadzi na nie łatwa droga dla taterników, znana od dawna.
Pierwsze wejścia (przy przejściu granią):
- letnie – Zygmunt Klemensiewicz i Roman Kordys, 27 sierpnia 1907 r.,
- zimowe – Miloš Matras i Jaroslav Mlezák, 11 grudnia 1953 r.[2]